# Попис становништва Кнежевине Србије 1834.
Попис људства 1834. године је први попис целокупног становништва и имовине у Кнежевини Србији. Потреба за оваквим пописом проистекла је на почетку нове етапе у државном развоју, после стицања аутономног положаја Србије у оквиру Османског царства и проширења Србије на територије шест нахија.
Прве инструкције у вези с пописом становништва нису наговештавале да ће се он разликовати од претходних пописа мушких лица. На Спасовској скупштини, у јуну 1834. године, кнез је наложио попис харачких и пореских глава. Указ о попису харачких и пореских глава објављен је у Новинама србским.
Овај попис није обухватио турско и ромско становништво. Турско цивилно становништво које је у Кнежевини живело до 1862. године било је изузето из српске управе, тако да није било обухваћено ниједним пописом. Пореске дажбине које су Роми плаћали биле су другачије од оних које су плаћали остали становници Србије (цигански харач), па нису пописани са осталим становништвом.

## Резултати
У статистичким публикацијама које су објављене знатно касније могу се наћи само најосновнији подаци о становништву. Међутим, чак и укупан број становника се разликује, зависно од извора, тако да се може закључити да су резултати пописа допуњавани и исправљани. Такође, касније су рађене процене које су у укупан број становника укључивале и онај део становништва који није био пописан.
Укупан број становника у јуну 1834. године износило је 668 492, а укупан број пореских глава 115 582. Сумирани преглед становништва по окрузима, према попису од 1834. године дат је у I Државописа Србије, у поређењу са становништвом 1859. године.
Број становника по окрузима:
| Округ          | Број становника |
| -------------- | --------------- |
| Београд, варош | 7.033           |
| београски      | 38.057          |
| смедеревски    | 28.053          |
| ваљевски       | 54.129          |
| шабачки        | 49.360          |
| подрински      | 27.151          |
| ужички         | 51.098          |
| чачански       | 40.537          |
| руднички       | 32.621          |
| крагујевачки   | 49.934          |
| јагодински     | 40.824          |
| ћуприски       | 30.009          |
| пожаревачки    | 73.239          |
| крајински      | 41.476          |
| црноречки      | 27.705          |
| књажевачки     | 23.686          |
| алексиначки    | 14.840          |
| крушевачки     | 38.740          |
| Укупно         | 668.492         |